# Líšťany (okres Plzeň-sever)
Líšťany jsou obec a vesnice v okrese Plzeň-sever v Plzeňském kraji. Obec zahrnuje dalších sedm vesnic. Celkem v ní žije 785 obyvatel. Asi čtyři kilometry jižně od Líšťan se rozlévá vodní nádrž Hracholusky.

## Historie
První písemná zmínka o Líšťanech se objevuje v zakládací listině kláštera v Kladrubech z roku 1115. Podle této listiny byla obec přidělena svobodnému sedláku Zinozirovi z Líšťan. Z roku 1269 pochází zmínka o Bohuslavovi z Líšťan. Jeho syny byli Bohuslav a Drslav z Líšťan. Na počátku čtrnáctého století byli zmiňováni další příslušníci rodu: Bušek, Sulislav a Mikuláš z Líšťan. Část vesnice patřila vladykům z Radíče.
V roce 1369 tu seděli Jetřich a Půta z Gutštejna, příslušníci rodu, který ovládal širší okolí. Další rody, které zde postupně sídlily:
- 1456–1523 páni z Hrádku
- 1523–1531 Příchovští z Příchovic
- 1552–1628 Černínové z Chudenic
- 1628–1660 Příchovští z Příchovic
- 1660–1727 Steibachové z Kramichsteinu
- 1727–1771 hrabata Hamiltonové
- 1771–1782 hrabata Kinští
- 1782–1799 paní ze Schirdingu
- 1799–1824 hrabě Dohalský z Dohalic
- 1825–1853 rod Pelglerů z Perglasu
- 1853–1862 Michael Dobřenský z Dobřenic
- 1862–1918 hrabata Löwensteinové

Roku 1401 v Líšťanech zemřel Vilém z Gutštejna. V létech 1422 až 1426 byli patrony kostela Jan a Burian z Gutštejna, ale roku 1434 panoš Jan z Úlic. Od roku 1456 přešly Líšťany do držení rytířské rodiny z Hrádku. Roku 1462 se připomíná Bohuchval z Hrádku, seděním na Líšťanech. Roku 1522 zde byly v nedílu sestry Kateřina, Eliška a Anna z Hrádku, ale už roku 1523 byl předvolán za svědka ke komornímu soudu Vilém Příchovský z Příchovic, patrně manžel jedné ze sester. Roku 1552 a 1563 byl majitelem Jakub Černín z Chudenic, druhý manžel výše zmíněné Elišky z Hrádku. Panství Líšťany patřilo v roce 1590 bratrům Janu Ondřejovi a Karlovi Černínům z Chudenic, kteří jsou uvedeni v nápisu na křtitelnici z roku 1596 umístěné v líšťanském kostele.
Líšťany zůstaly v držení černínské větve až do roku 1628, kdy Jan Karel Černín v době třicetileté války opustil pro víru zemi a před odchodem prodal statek Líšťany, „totiž tvrz Líšťany se dvorem poplužním, pivovarem a sladovnou při ní ležícím“, Václavu Příchovskému z Příchovic na Lomu. Ač se vojenské akce třicetileté války Plzeňska přímo nedotkly, byl hospodářský stav statku po úmrtí starého pána Václava Příchovského naprosto dezolátní. Komise složená z příbuzných zůstavitele, císařského rady Jana Karla Příchovského na Pšanech a dále Albrechta Příchovského na Svojšíně, konstatovala, že statek je zruinován a nestačí krýt dluhy, včetně splátek, předešlému majiteli Janu Karlu Černínovi. Jménem Václavových sirotků prodali komisaři roku 1644 za sníženou cenu statek „totiž tvrz Líšťany“ a další náležitosti Markétě Příchovské z Lub. Po jejím úmrtí převzal statek roku 1646 její manžel, Albrecht Kristián z Příchovic.

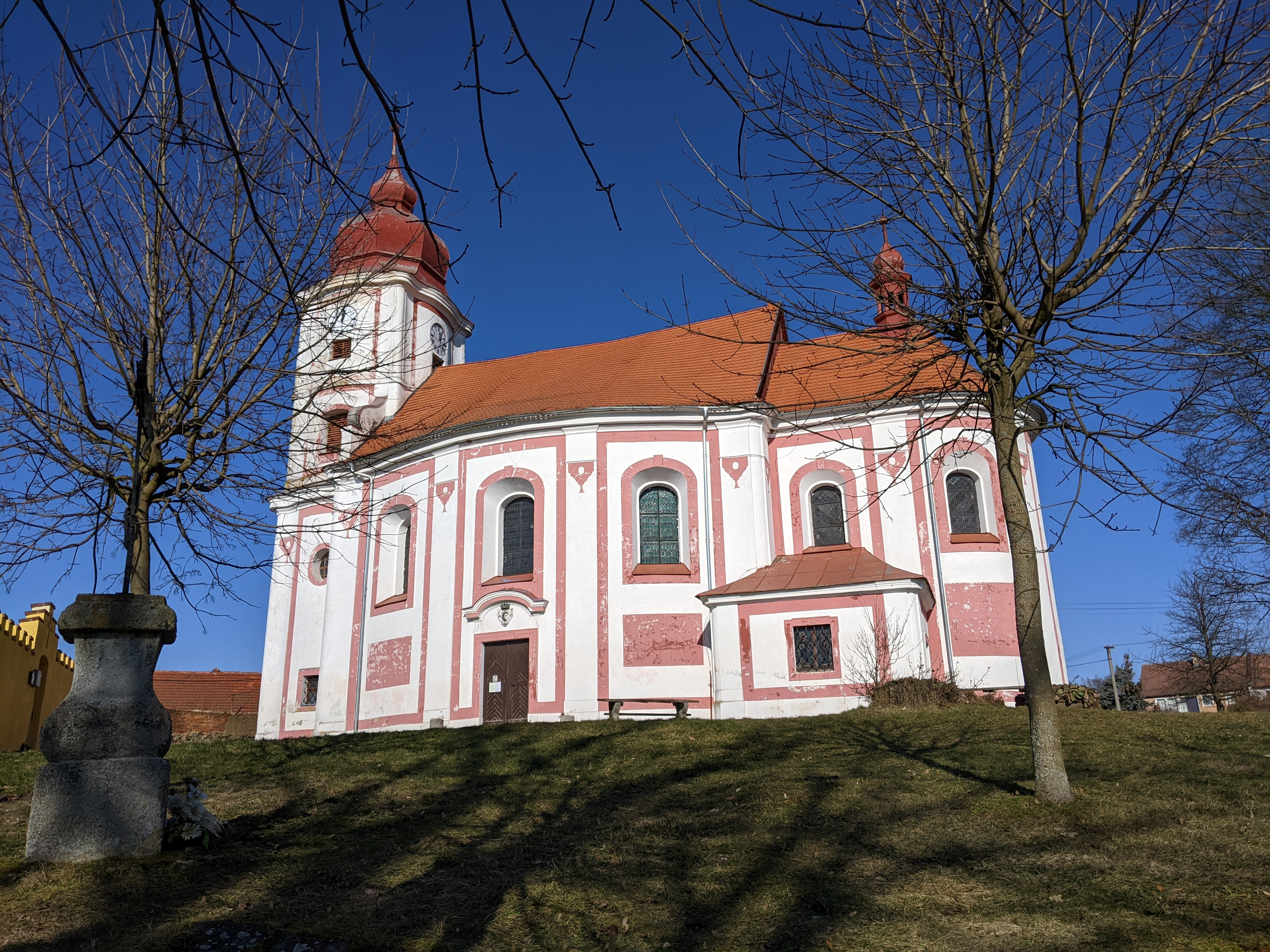
Kostel svatého Petra a Pavla

Roku 1660 správci pozůstalosti Albrechta Kristiána Príchovského z Příchovic na Líšťanech prodali „dluhy zcela přetížený a zruinovaný stateček“ s poněmčeným názvem Lichtenstein, „totiž rytířské sídlo, pivovar a sladovnu, stromovku, dvě chmelnice a hospodářský dvůr“ a další Antonínu Steibachovi, hejtmanovi dolnosaských statků. Steinbachové jsou typickým příkladem rodiny, která těžila z neklidných dob třicetileté války a vynesla se nad ostatní. Původem ze severního Německa, sloužili příslušníci této rodiny po celé 16. a 17. století jako vojáci po celé Evropě. Za třicetileté války jeden z nich, Anton se vzmohl. Z vojáka se stal hospodářským správcem v Toužimi, nahospodařil si peníze a koupil si statky Hunčice, Krašovice, Radlovice, Vísku a Líšťany. Roku 1664 byl povýšen do rytířského stavu a dostal přídomek z Kranichsteina.
Roku 1682 přechází panství Líšťany do majetku jeho syna Františka Benedikta Steinbacha z Kranichsteinu. Poslední jmenovaný je uváděn ve farních matrikách jako okresní hejtman okresu Plzeň a pán v Líšťanech, Hunčicích, Radimovicích a ještě dalších majetků. Zemřel 13. září 1704 a zanechal jako dědice svých statků syna Karla Maxmiliána Steinbacha z Kranichsteinu. Tento byl v roce 1715 povýšen na svobodného pána. Roku 1727 bylo panství Líšťany prodáno, včetně Krašovic, hraběti Juliu XaveruHamiltonovi, pánu na Dörrengruthu v Rakousku, který se zdržoval spíše na svých rakouských statcích. Roku 1759 přešlo líšťanské panství do vlastnictví Mikuláše Hamiltona. Ale již roku 1765 je zdědil hrabě Antonín Jan Nepomuk Hamilton. Rod Hamiltonů měl statek Líšťany v držení necelé půlstoletí.
Dne 7. ledna 1777[zdroj⁠?!] koupil panství od císařského polního maršálka Antonína Jana Nepomuka Hamiltona, císařský rada, vrchní nadlesní v království českém a přísedící českého gubernia říšský hrabě Josef Maxmilián Kinský na Pirkštejně, Svojci a Prášilech. Dědicem Josefa Maxmiliána byl hrabě Filip Kinský. V roce 1782 prodal panství svobodné paní Marii Anně Schirndingarové, rozené Haugvicové z Biskupic.
Roku 1799 koupil statek Líšťany císařský komorník Maria Václav Bořek hrabě Dohalský z Dohalic, pán ze Staňkova, k dlouhé řadě statků, které již v Čechách vlastnil. Dohalský byl typem člověka, šlechtického soukromníka, užívajících racionálně svých statků a věnujícího pozornost jejich stavu. Hrabě Maria Václav Bořek Dohalský byl od roku 1779 manželem Marie Anny, rozené Steinbachové z Kranichsteinu, která vlastnila statky Luhov, Třebobuz, Hracholusky a Dolany. Hrabě Dohalský koupil v roce 1796 statek v Pňovanech a dvory od rytíře Aloyse Perglera z Perglasu. Roku 1804 koupil statek v Lipně. V témže roce odprodal statek Krašovice Josefu Raabovi.[zdroj⁠?!] Centrem panství se stal Luhov. Hrabě Dohalsky zemřel roku 1824 a zanechal celé panství, mimo statku v Počernicích okres Kuřim,[zdroj⁠?!] své ženě. Tato umírá 12. srpna 1825. Dědictvím ze závěti přešel veškerý majetek, mimo statku v Počernicích a domu číslo č. 792 v Praze na Koňském trh (Václavské náměstí), na synovce jejího manžela, svobodného pána Václava z Perglasu.
Na základě pozůstalostního řízení zdědil roku 1825 panství Líšťany svobodný pán Maria Václav Perglar z Perglasu. Po smrti pána z Perglasu v roce 1853 získal panství Líšťany dědictvím svobodný pán Michael Dobřenský z Dobřenic. Z pozůstalosti tohoto Michaela Dobřenského panství se zámkem vydražil roku 1862 kníže Karel Löwenstein-Wertheim-Rosenberg a připojil je ke svým četným západočeským a německým statkům. Löwensteinům patřilo panství s líšťanským zámkem až do první pozemkové reformy. Ale v roce 1918, když byla zmenšována velká panství, získal líšťanský velkostatek finančník Emanuel Kumpera. 28. října 1925 přišlo do obce Líšťany pět českých legionářských rodin, kterým zde ministerstvo obrany postavilo selské usedlosti a ke kterým byla přidělena zemědělská půda od zdejšího velkostatku (asi sedmnáct hektarů na každou usedlost[zdroj⁠?!]).
Roku 1934 byl líšťanský zámek převzat státním pozemkovým úřadem.[zdroj⁠?!] Z Líšťan byl vytvořen zbytkový statek, který převzal úředník Emanuel Kumpera a později koupil doktor František Roh a užíval jej až do roku 1951, kdy byl statek se zámkem předán Československým státním statkům.

## Obyvatelstvo
| Rok            | 1869 | 1880 | 1890 | 1900 | 1910 | 1921 | 1930 | 1950 | 1961 | 1970 | 1980 | 1991 | 2001 | 2011 | 2021 |
| -------------- | ---- | ---- | ---- | ---- | ---- | ---- | ---- | ---- | ---- | ---- | ---- | ---- | ---- | ---- | ---- |
| Počet obyvatel | 373  | 433  | 429  | 382  | 385  | 374  | 378  | 216  | 255  | 190  | 200  | 199  | 225  | 316  | 346  |
| Počet domů     | 45   | 47   | 56   | 59   | 61   | 61   | 70   | 65   | 65   | 50   | 52   | 58   | 78   | 103  | 112  |

## Obecní správa

### Části obce
- Líšťany
- Hunčice
- Košetice
- Lipno
- Luhov
- Náklov
- Písek
- Třebobuz

### Obecní symboly
Znak a vlajka byly obci uděleny rozhodnutím předsedkyně Poslanecké sněmovny Parlamentu České republiky dne 23. června 2022.

## Pamětihodnosti
- Kostel svatého Petra a Pavla
- Líšťanský zámek stojí v jižní části vesnice. Na jeho místě stávala renesanční tvrz, kterou nechal nejspíše Antonín Steinbach z Kranichsteinu přestavět po roce 1660 na barokní zámek.[26]
- Kaple
- Socha svatého Jana Nepomuckého
- Boží muka
- Boží muka směrem k Hunčicům
- Mohylník Hůrka
- Kříž před kostelem